# Зангергаузен
Зангергаузен (нім. Sangerhausen) — місто в Німеччині, розташоване в землі Саксонія-Ангальт. Адміністративний центр району Мансфельд-Зюдгарц. До адміністративної реформи 2007 року було районним центром однойменного району. Площа — 207,64 км2. Населення становить 25 419 ос. (станом на 31 грудня 2021).

## Історія
Заснований франками. Належав імператорам Священної Римської імперії. У ХІ ст. перейшов до ландграфів Тюрингії, що створили на його основі графство Зангергаузен. 1249 року перейшов до маркграфства Мейссен, а 1291 року — до маркграфства Бранденбург. 1372 року став частиною Саксонії, а 1815 року відійшов за умовами Віденського конгресу до Прусського королівства. Став частиною Прусської провінції Саксонія. У 1945—1949 роках перебував під окупацією союзників у Другій світовій війні.

## Адміністративний поділ
Місто поділяється на 16 міських районів, також до його складу включено 14 навколишніх сільських поселень.
Зангергаузен відомий Європейським розарієм.

## Галерея

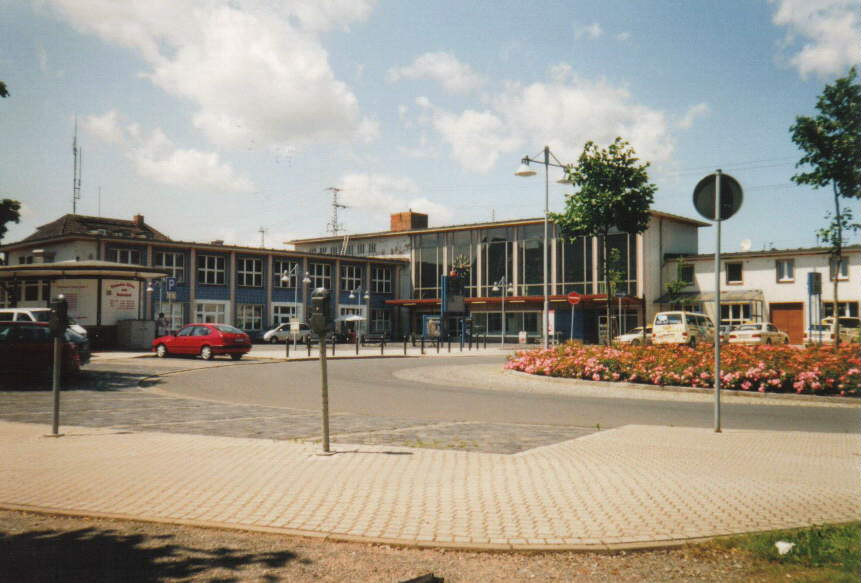
Вокзал
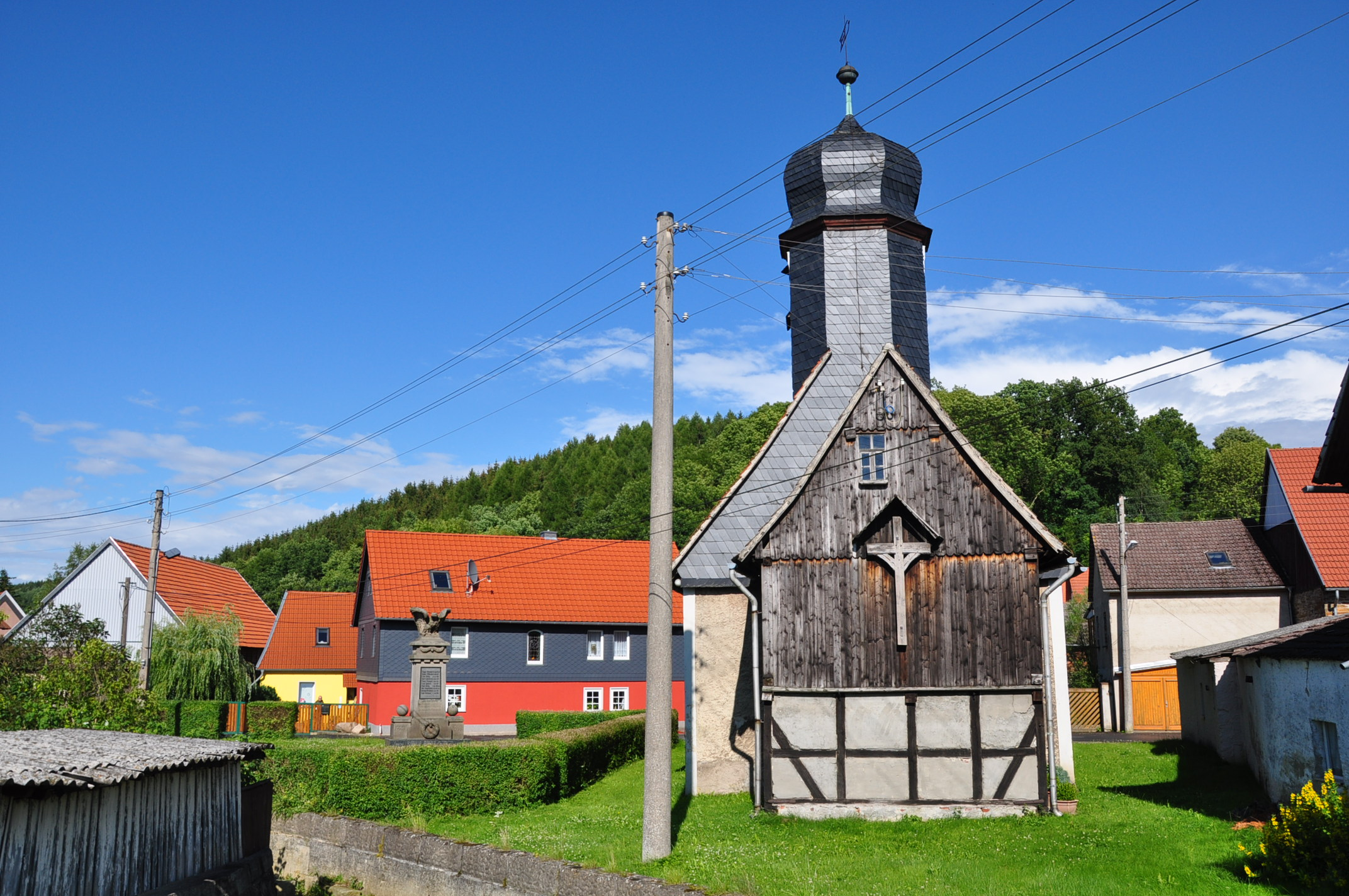
Район Вольфсберг
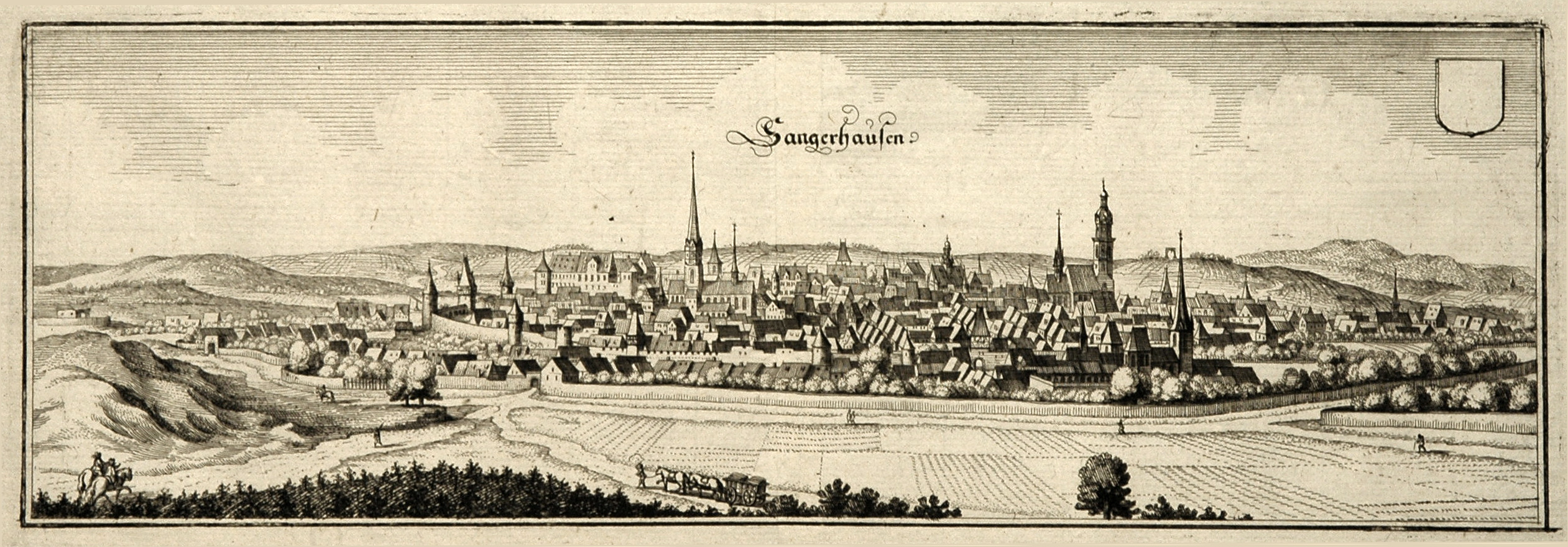
Зангергаузен у 1650
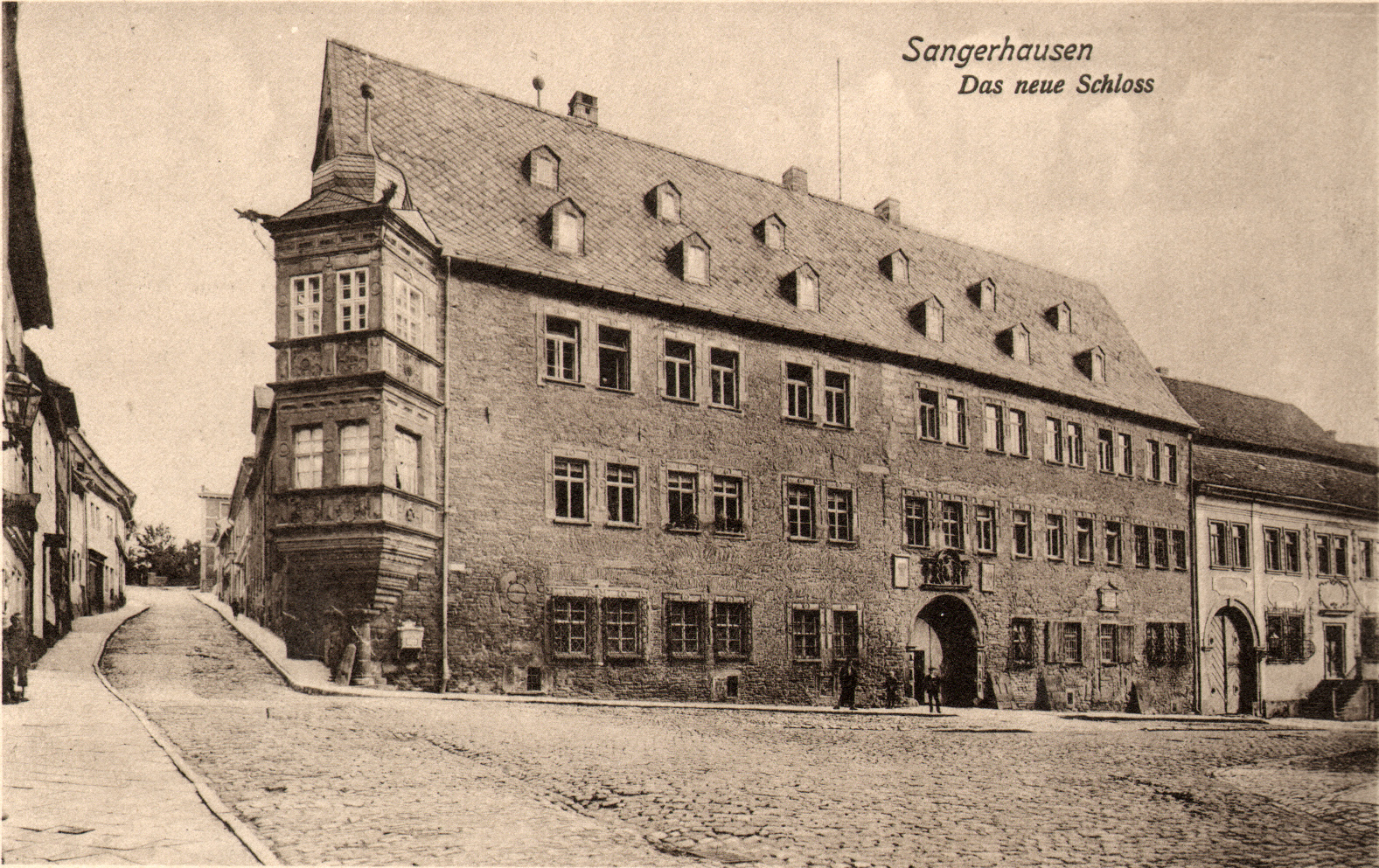
Новий замок (1900)
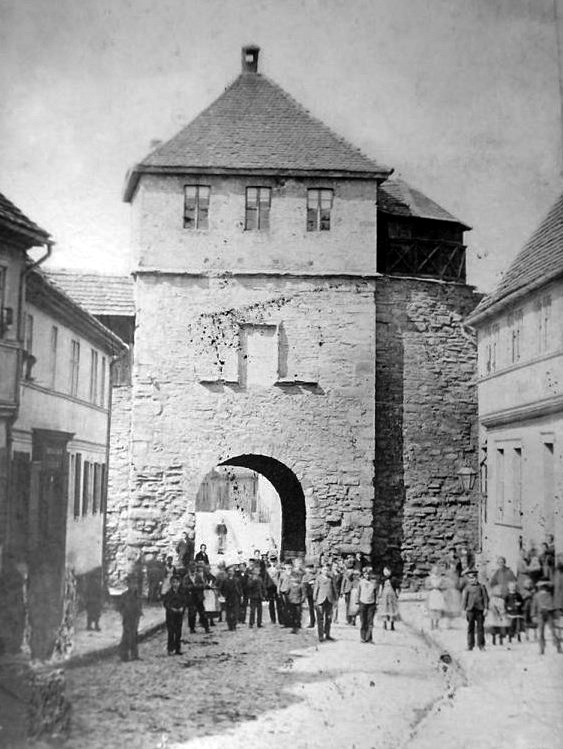
Стара башта Гепентор (1900)
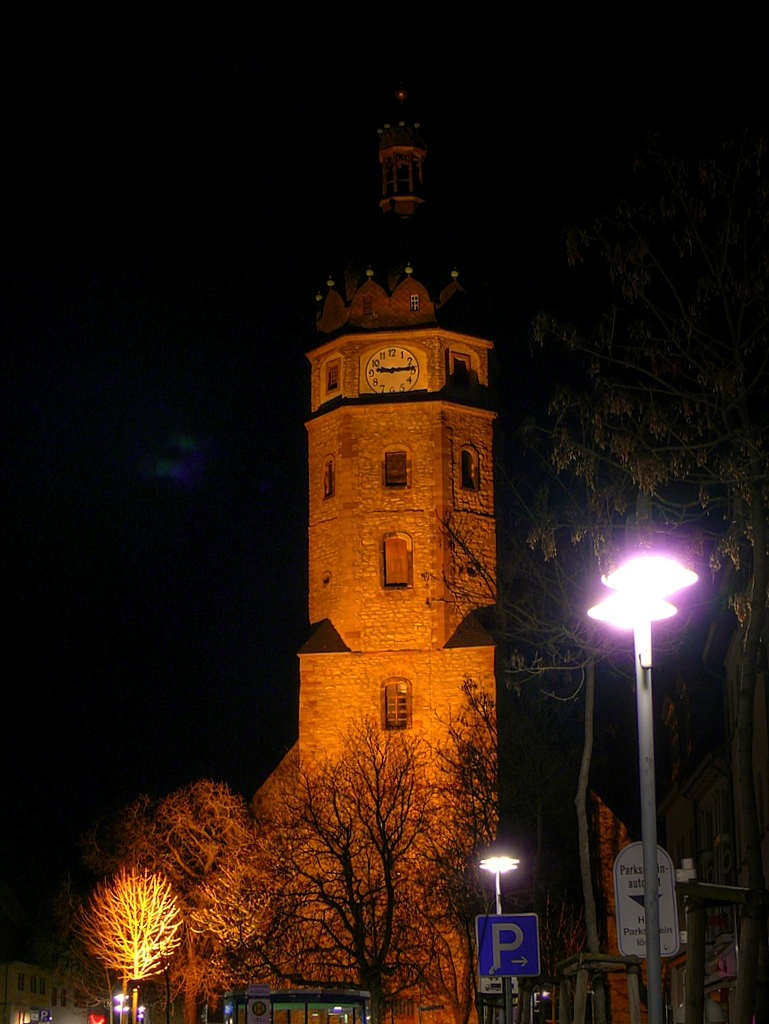
Дзвіниця ринкової церкви Св. Якова
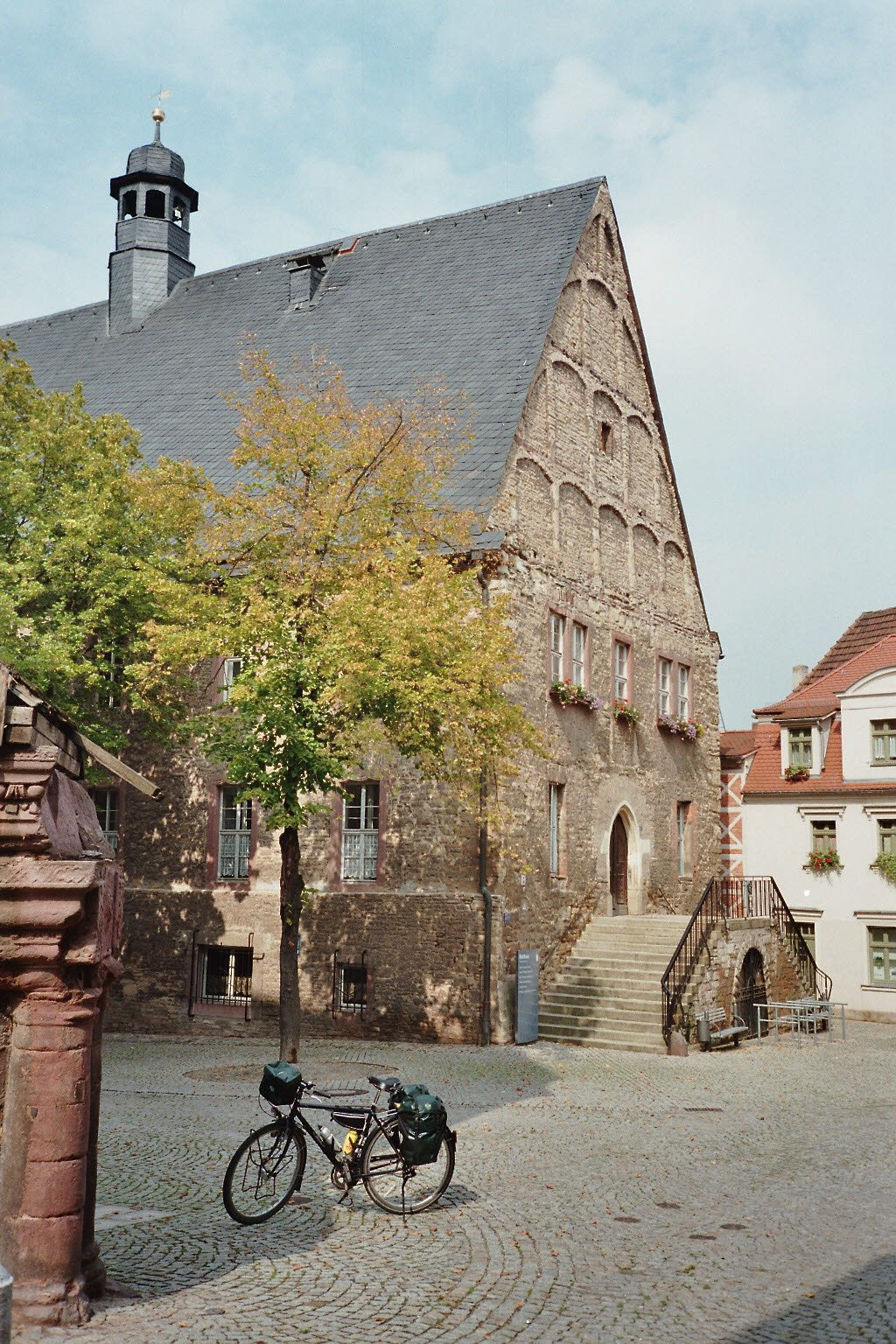
Стара ратуша, побудована у 1550
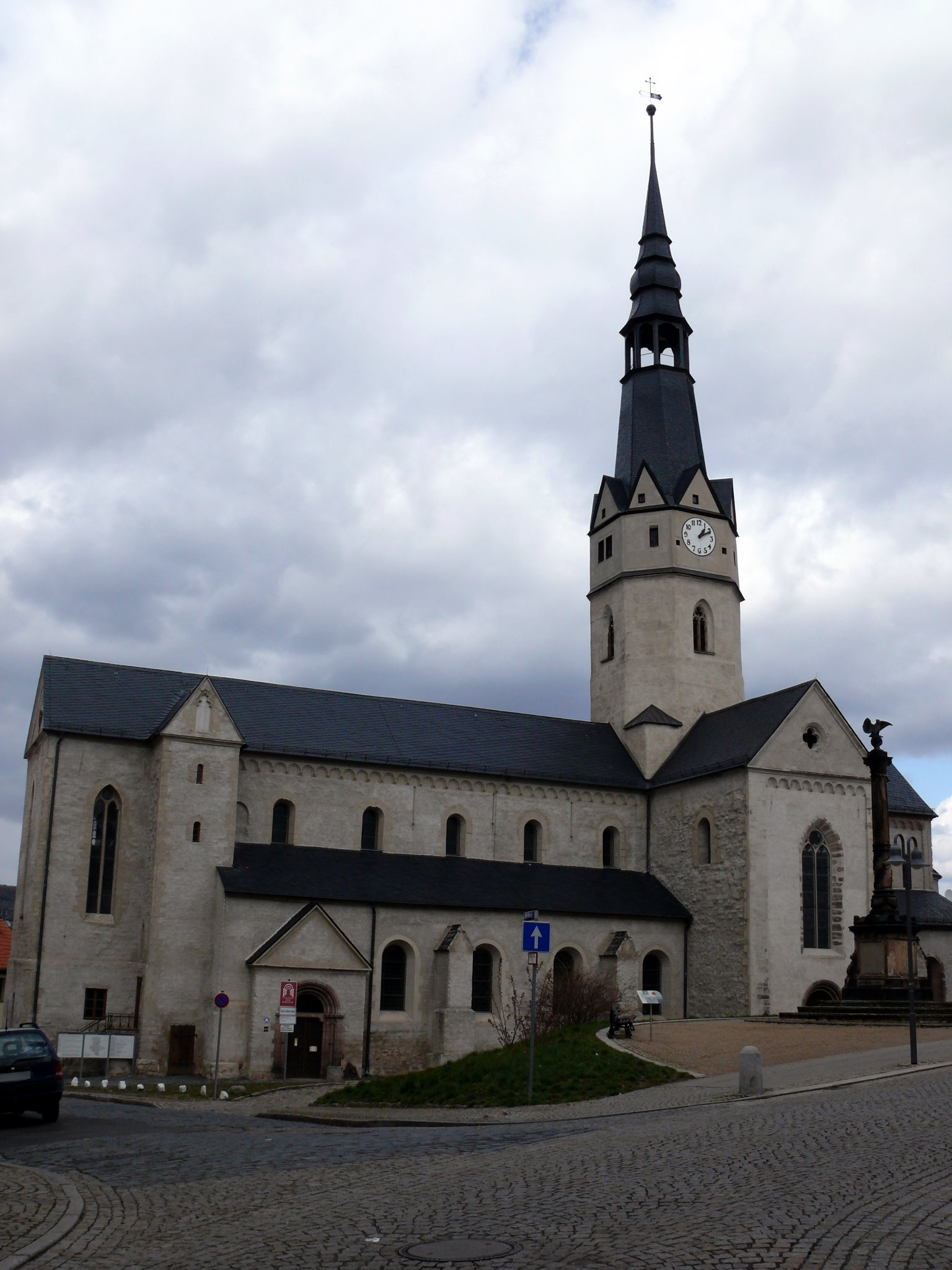
Церква Ульріха